# Vijay Singh (écrivain)
Pour les articles homonymes, voir Vijay Singh et Singh.
Vijay Singh est un écrivain, cinéaste et scénariste indien vivant à Paris.

## Biographie
Vijay Singh est écrivain, cinéaste et scénariste dont les livres et les films ont été salués par la critique française et internationale.
Après des études en histoire à St Stephen's College (en) de l'université de Delhi et ensuite à l'université Jawaharlal Nehru à New Delhi, il s'est installé à Paris pour passer son doctorat à École des hautes études en sciences sociales.
Peu après, il a commencé à écrire des articles dans la presse (notamment Le Monde, Le Monde diplomatique, Libération, The Guardian, The Times of India, etc.) et à se consacrer de plus en plus à la littérature. Ses livres, Jaya Ganga, In Search of the River Goddess (Le Gange et son Double), Whirlpool of Shadows (Tourbillon d'Ombres), La Nuit Poignardée (The Wounded Night) et un livre pour enfants sur la mythologie du Gange et de sa descente sur terre : The River Goddess (La Déesse qui devint Fleuve), ont tous connus un succès. Ils ont été traduits de l'anglais en français et dans d'autres langues européennes. En 2014 il publie Gange, fleuve et déesse aux Editions de la Flandonnière avec Jacques Raymond, photographe.
Jaya, fille du Gange (Jaya Ganga), son premier long métrage, a été inspiré de son premier roman. Ce film a été sélectionné en compétition officielle au Festival des films du monde de Montréal et projeté dans plusieurs d'autres festivals internationaux, souvent en catégorie « compétition ». Il est resté 49 semaines à l'affiche dans les salles à Paris, avant le même succès en Angleterre.
One Dollar Curry, son deuxième long métrage, très bien accueilli par la presse et le public également, est une comédie sur l’immigration tournée à Paris. Ce film est sorti en France, en Inde, et en Grande-Bretagne. La musique du film a été composée par Zakir Hussain, le percussionniste parmi les plus connus de l'Inde.
Vijay Singh a également écrit et mis en scène une pièce de théâtre, En Attendant Beckett par Godot. Il a réalisé des documentaires, citons Shadi Lal, le cuisinier mystique en 1986, diffusé en 1986 sur France 3 (FR3) et L'Homme et l'Élephant (Chami and Ana the Elephant / Man and Elephant) en 1989, qui a été d'abord diffusé sur Canal+, ensuite sur plus d'une centaine de télévisions à travers le monde. En 2010 il réalise India by Song et en 2016 Farewell My Indian Soldier ( Adieu, mon soldat indien - présenté d'abord sous le titre de 'Mademoiselle France pleure').
Vijay Singh est lauréat du Prix Villa Médicis hors les murs. Il a reçu le Grand Prix des Enfants « La Titine 2002 » au Festival pour enfants du film d'animation et du film animalier en Suisse pour son documentaire L'Homme et l'Élephant et en novembre 2010 son film India by Song remporte « The River to River Digichannel Audience Award 2010 for Best Documentary » au River to River 2010 Florence Indian Film Festival en Italie.

## Œuvres

#### Livres
- Jaya Ganga, In Search of the River Goddess (Penguin Books, Delhi / Londres, 1990 ; Rupa Publishers, Delhi, 2005 ; Rajkamal Prakashan, Delhi, 2021) / Jaya Ganga, le Gange et Son Double (Ramsay, Paris, 1985 ; Ginkgo éditeur, Paris, 2005)
- Whirlpool of Shadows (Jonathan Cape, Londres, 1992/ Rupa Publishers, Delhi 2005) / Tourbillon d’ombres, (Ramsay, Paris, 1992)
- The River Goddess (Moonlight Publishing, Londres, 1994) / La Déesse qui devint Fleuve (Gallimard Jeunesse, Paris, 1993) / Een Godin Wordt Een Rivier (Zwijsen, Hollande 1994), Die Göttin, die sich in einen Fluss verwandelt (Kaufmann-Klett, Allemagne 1994)
- L’Inde (Éditions Autrement, Paris, 1986)
- La Nuit Poignardée (Flammarion, Paris, 1987)
- Escales d’auteurs / Authors Places of Inspiration (Palais Éditions, Paris, 2001 ; contribution comme coauteur)
- A la Recherche du Pêché Sacré, coauteur d’une nouvelle dans Une première fois (Éditions du Seuil, Paris, 2004).
- Gange fleuve et déesse (Editions de la Flandonnière, Cantal, 2014) ; texte de Vijay Singh, photos de Jacques Raymond).

#### Scénarios
- Jaya Ganga (inspiré de son roman Jaya Ganga, In search of the River Goddess)
- One Dollar Curry
- The Opium Symphony (inspiré de son roman Whirlpool of Shadows)
- Bhopali
- Anoushka
- India by Song
- Farewell My Indian Soldier (Adieu mon soldat indien)

### Théâtre
- Waiting for Beckett by Godot
- Hassan’s dreams (d'après Les Mille et Une nuits ; collaboration)

### Filmographie[2]

#### Longs métrages
- Jaya, fille du Gange (Jaya Ganga) (1998 / 83 minutes) : comédie dramatique tourné en Inde et en France avec Smriti Mishra, Asil Raïs.
- One Dollar Curry (2004 / 90 minutes) : comédie tourné à Paris avec Gabriella Wright, Vikram Chatwal, Benoit Solès, Trevor Stephens, Smriti Mishra, Lakshan Abenayake, Antoine Coloma, Aurélia Nolin, Partha Majumdar, Prem Puri, Thierry Pietra, Gerald Morales, Stéphanie Guieu, Eric Moreau, Bruno Philip...

#### Documentaires / Docu-drama
- L'Homme et l'Éléphant (Chami and Ana the Elephant / Man and Elephant) (1990 / 26 minutes): histoire d'une complicité entre un cornac et son éléphant, tourné dans la région du Kérala en Inde du sud.
- Shadi Lal, le cuisinier mystique : histoire d'un cuisinier pas comme les autres ; film tourné à Paris.
- India by Song : film (64 minutes) tourné en 2010 dans les différentes régions de l'Inde.
- Farewell My Indian Soldier (Adieu, mon soldat indien - présenté d'abord sous le titre de Mademoiselle France pleure) : 2016

### Résumé deJaya, fille du Gange(Jaya Ganga)
« L'histoire de Nishant, un jeune romancier indien à Paris, qui part à la recherche de l'amour. Il descendra le Gange, de sa source et de la solitude glacée de l’Himalaya jusqu’aux Ghats de Bénarès... »

### Résumé deOne Dollar Curry
« L'histoire de Nishan, un jeune Sikh en quête d'asile politique, qui quitte l'Inde pour la France à la recherche de la survie. Il se lance dans le curry express et pas cher... ».

### Résumé deL'Homme et l'éléphant(Chami and Ana-Man and Elephant)
Chami est le cornac d'Ana, un éléphant avec qui il a passé 40 ans de sa vie. Ensemble ils parcourent les beaux paysages du Kérala en Inde du Sud. Une relation pleine de tendresse et de complicité.

### Résumé deShadi Lal, cuisinier chef mystique
Un court documentaire réalisé en 1986 sur le plus grand chef de l'époque de la cuisine indienne à Paris. Mystique, ancien policier, mais aussi l'homme peut-être le plus aimé des pigeons de Paris qui l'accueillaient chaque matin à la sortie du métro, Shadi Lal est un cuisinier peu commun.

### Citations de Vijay Singh
- « The beauty of man is often the child that lives on in him » (source : The River Goddess)
- « Only humour can conquer death » (source : One Dollar Curry)
- « Be always bigger than tragedy » (source :One Dollar Curry)
- « To write is to meet solitude, face to face...nothing is more creative than a solitude where the presence of the other...is more present than ever... » (source : Jaya Ganga, In Search of the River Goddess)
- « When reality is bitter, let life be a dream » (« Quand la réalité est amère, que la vie soit un rêve ») - (source : India by Song)

## Conférences de Vijay Singh
(Liste non exhaustive)
- (fr) Cité nationale de l'histoire de l'immigration
- (en) 2007 : Wellesley College, Boston, États-Unis. Thèmes : « My Journey from the word to the Image » ; « India by Song »
- (fr) École de Paris du Management
- (en) 2002 : Keynote speaker, Dudley Film festival, université Harvard, États-Unis